# Macapta
Macapta é um gênero de traça pertencente à família Arctiidae.